# Shay Facey
Shay Facey (Manchester, 7 januari 1995) is een Engels voetballer die bij voorkeur als centrale verdediger speelt.

## Clubcarrière
Facey werd geboren in Manchester en sloot zich op twaalfjarige leeftijd aan in de jeugdacademie van Manchester City. In maart 2015 werd besloten om hem voor de rest van het jaar uit te lenen aan New York City. Op 15 maart 2015 debuteerde de verdediger in de Major League Soccer tegen New England Revolution als invaller voor Josh Williams. Zes dagen later kreeg Facey zijn eerste basisplaats, in een competitieduel tegen Colorado Rapids.

## Interlandcarrière
Facey kwam uit voor diverse Engelse nationale jeugdelftallen. In 2014 debuteerde hij in Engeland –20.